# 五条大桥

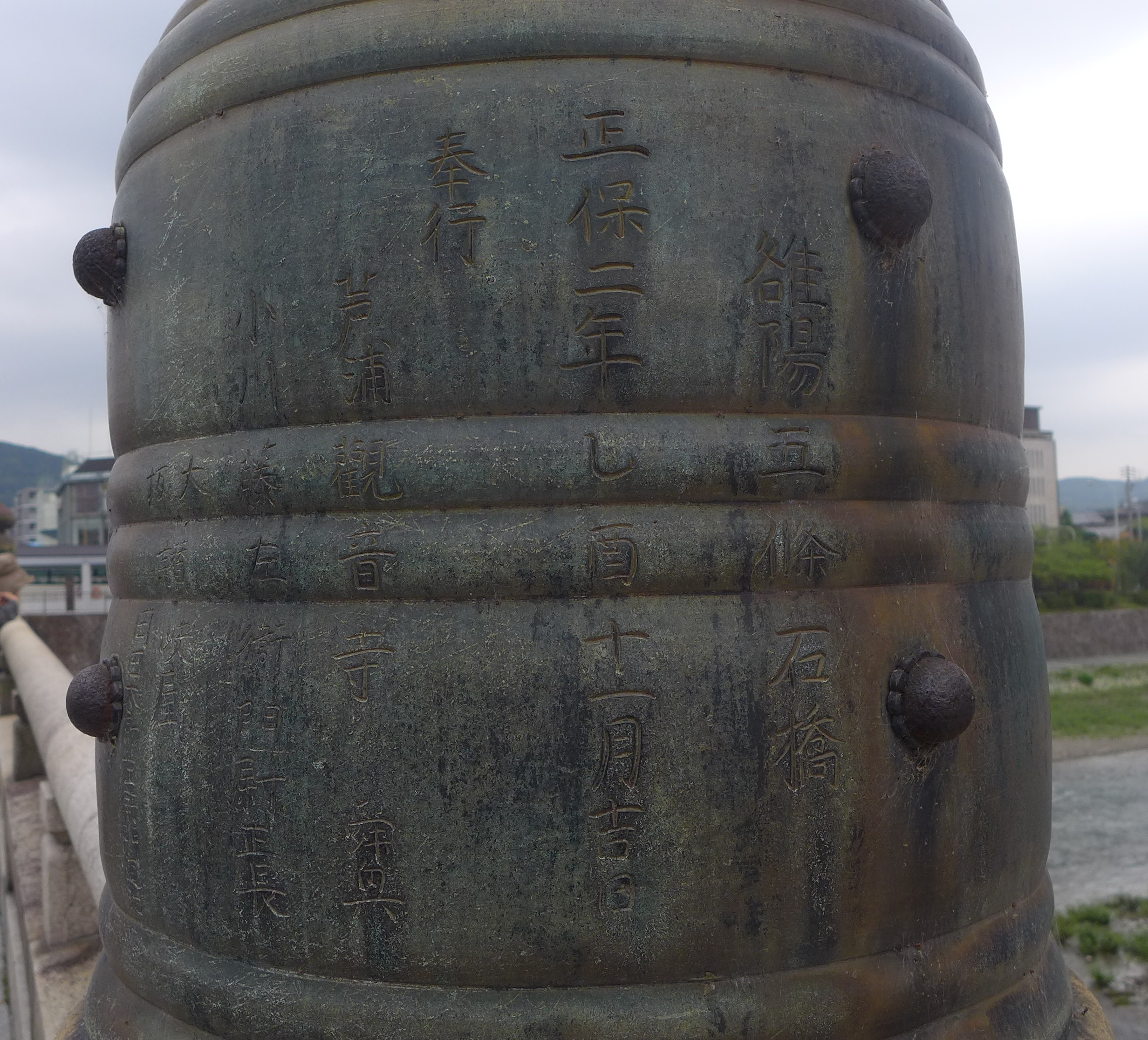
擬宝珠

五条大桥（日语：／ Gojō Ōhashi */?）是日本京都府京都市鴨川上的一座桥梁。
五条通（国道1号・国道8号）从此经过。大桥附近的是下京区与東山区之间的分界线。
从桥上可以远望東山。